# Giełczyn (powiat de Mońki)
Pour les articles homonymes, voir Giełczyn.
Giełczyn est un village polonais de la gmina de Trzcianne dans le powiat de Mońki et dans la voïvodie de Podlachie. Il se situe à environ 4 kilomètres au sud de Trzcianne, à 14 kilomètres au sud-ouest de Mońki et à 39 kilomètres au nord-ouest de Białystok.